# Perforación del septo nasal
Una perforación del septo nasal es una condición médica en la cual el septo nasal, la pared ósea/cartilaginosa que divide las cavidades nasales, desarrolla un agujero o fisura.
Esto puede ser provocado directamente, como en el caso de las perforaciones nasales, o indirectamente, como por la aplicación tópica de drogas a largo plazo, entre las que se incluye al etilfenidato intranasal, metanfetamina, cocaína, las píldoras recetadas trituradas o los aerosoles nasales descongestionantes, epistaxis crónica, el hurgarse demasiado la nariz. También puede ser secundarias a complicaciones de cirugía nasal como la septoplastia o rinoplastia. Causas mucho menos comunes de perforación del septo nasal incluyen afecciones inflamatorias granulomatosas raras, como la granulomatosis con poliangitis. Se ha reportado como efecto secundario de medicamentos antiangiogénicos como bevacizumab.

## Causas
La perforación del septo puede ser secundaria a lesiones rinosinusales destructivas secundarias a sífilis, lepra, rinoescleroma, granulomatosis de Wegener, sarcoidosis, entre otras. Otras causas incluyen el abuso de cocaína y drogas de uso similar, o un cuerpo extraño in situ. 

## Tratamiento
Existen múltiples opciones terapéuticas para el manejo de las perforaciones septales. Por lo general, el tratamiento dependerá de la causa de la perforación, la gravedad de los síntomas y del tamaño de las perforaciones. Las perforaciones de la parte anterior del septo suelen ser más molestas y sintomáticas. Las perforaciones de la parte posterior del septo suelen ser secundarias a iatrogenia,  por lo que la mayoría solo requiere observación y pueden ser una complicación prevista, sobre todo en las cirugías de la base del cráneo. Las perforaciones septales asintomáticas pueden manejarse con tratamiento conservador, tratando la causa de la misma y los síntomas asociadoes, como la formación de costras, sangrado y dolor. Para las perforaciones que sangran o son dolorosas, el tratamiento inicial debe incluir la humidificación y la aplicación de ungüentos en los bordes de la perforación para promover la cicatrización. La mucosalización de los bordes de la perforación ayudará a prevenir el dolor y la epistaxis recurrente, por lo que la mayoría de las perforaciones septales pueden tratarse sin cirugía.
Las perforaciones sintomáticas pueden ser tratadas con cirugía reconstructiva una vez se haya tratado la causa de la misma.